# Tiso biceps
Tiso biceps là một loài nhện trong họ Linyphiidae.
Loài này thuộc chi Tiso. Tiso biceps được miêu tả năm 1993 bởi Gao, Zhu & Gao.